# Перс (Хелијев син)
Перс је у грчкој митологији био Хелијев и Персеидин син и Ејетов брат.

## Митологија
Према предању, Перс је свом брату Ејету преотео престо у Колхиди, због чега га је убио Мед, син његове братанице Медеје, баш као што му је проречено. Перс је успео да изведе преврат, јер је према пророчанству Ејет могао да остане краљ само док је златно руно у Арејевом светилишту. Према неким изворима, његова кћерка је била Хеката, која се удала за свог стрица Ејета и родила му Медеју, Кирку и Егилеја. Други извори наводе да док је Ејет владао Колхидом, његов брат је владао суседном Персијом, а постоје и наводи да је владао Колхидом тек након братовљеве смрти.